# Mi'kmaq

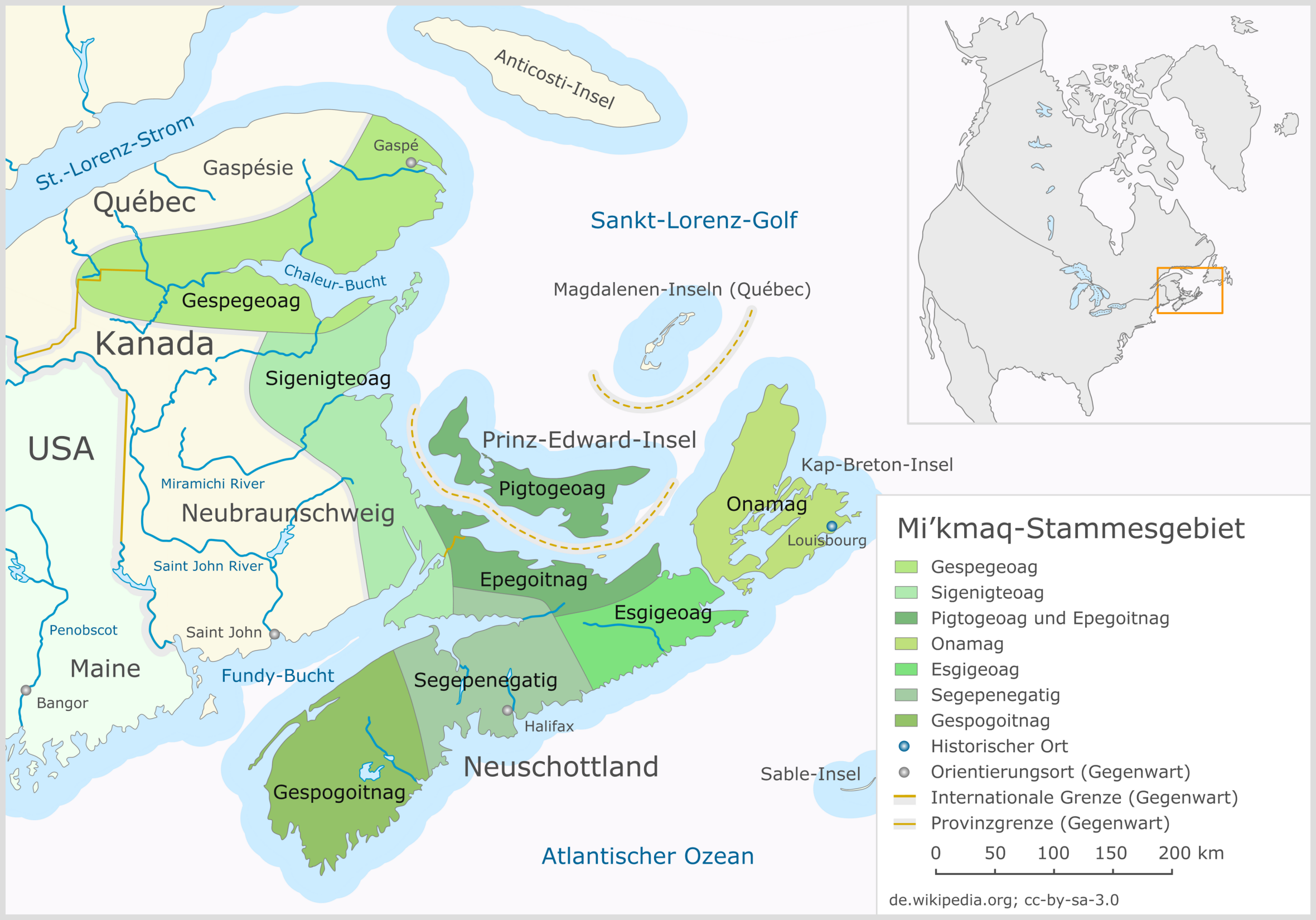
Mi'kmaqs traditionella territoriella grupper söder om Saint Lawrenceviken.

Mi'kmaq är ett First Nations-folk vars traditionella område är Maine, Nova Scotia, Prince Edward Island och New Brunswick samt Gaspéhalvön i Québec.
En svensk religionshistoriker som studerat mi'kmaqfolkets ritualer är Anne-Christine Hornborg, professor vid Lunds universitet.
Folkgruppen hade vid européernas ankomst i regionen en population av cirka 30 000 personer. Populationen minskade till ungefär 3 000 personer och ökade sedan åter till 5 900 personer året 2020. Mi'kmaq-folket har sitt eget språk som tillhör algonkinspråken. Språket är däremot inte typiskt för språkfamiljen och därför antas att Mi'kmaq-folket nådde sina aktuella hemtrakter vid Atlanten sent, uppskattningsvis för 10 000 år sedan. Efter missioneringen är de flesta personer av folkgruppen katoliker och ett fåtal protestanter. När franska och engelska upptäcktsresande nådde regionen levde folkgruppen halvnomadisk. De första kontakter beskrevs som vänskaplig. Kristnandet drevs främst av franska nybyggare och 1633 besökte några av folkgruppens hövdingar påve Urban VIII i Rom.